# Hendrik Gerber
Pas d'image ? Cliquez ici

a Compétitions nationales et continentales officielles uniquement.

b Matchs officiels uniquement.
Dernière mise à jour le 28 octobre 2013.
Hendrik Jacobus Gerber, né le 12 avril 1976 à George, est un joueur sud-africain de rugby à XV évoluant au poste de troisième ligne aile.

## Biographie
Natif de la province du Cap, Hendrik Gerber fait toute sa carrière dans les rangs de la Western Province en Currie Cup et des Stormers Super 12/14, avant de partir pour la France en 2006 et rejoindre le CA Brive, la trentaine passée. Hendrik Gerber connaît ses deux seules sélections avec l'équipe d'Afrique du Sud en juin 2003 contre l'équipe d'Écosse.

## Palmarès
- Vainqueur de la Currie Cup en 2000 et 2001

## Statistiques en équipe nationale
- 2 sélections
- Sélections par année : 2 en 2003